# Hatala Péter
Zborói Hatala Péter (Tótmegyer, 1832. február 17. – Marosvásárhely, 1918. február 12.) hittérítő, nyelvész, orientalista, teológiai doktor, egyetemi rendes tanár, a Petőfi Társaság tagja.

## Élete
A felvidéki Tótmegyeren született, ahol apja Károlyi István gróf gazdatisztje volt. A gimnáziumot Szombathelyen kezdte, s a felsőbb osztályokat és a bölcseletet Pesten hallgatta. Az 1848–49-es forradalom és szabadságharc alatt bevonult a honvédek közé és tüzérként szolgált a világosi katasztrófáig, amikor is fogságba esett. (Tizedesként szolgált Kmety hadosztályának gyalog ütegénél. Harcolt a csornai és ihászi ütközetben.) Onnan kiszabadulván, a papi pályát választotta, s az esztergomi főegyházmegye növendékpapjai közé vetette föl magát. Innen később a pesti egyetemre a teológia hallgatására küldték.
1855. március 14-én Esztergom főegyházmegyei áldozópappá szentelték föl. Néhány évig káplán volt Nyergesújfalun és Hédervárott. 1856-ban teológiai doktorrá avatták. 1857–60-ban mint hittérítő járt Palesztinában. Innen visszatérvén, 1861-ben tanár lett az esztergomi papnevelőintézetben. 1866-tól a pesti egyetemen a sémi nyelvek tanára volt. 1872–73-ban rektorként is tevékenykedett. 1869–70-ben a római egyetemes zsinat alatt hosszabb ideig tartózkodott a Vatikánban, ahol alkalma nyílt az ott napirenden levő kérdéseket közvetlen közelről tanulmányozni, s e tanulmányok a későbbi római határozatok után számára irányadók lettek. A katolikus kongresszuson az esztergomi papság egyik képviselője volt, és a kisebbség elveit osztotta. 
1874-ben a római katolikus vallást elhagyta és az unitárius vallásra tért át. Öt nappal 86. születésnapja előtt, Marosvásárhelyt hunyt el.

## Munkái

### Önálló kötetekben
- Theses ex universa theologia quas in c. r. scientiarum universitate pestiensi publice defendendas suscepit. Pestini, 1856
- Vezérlapok a szent földre, vagyis tapasztalásból merített tanácsok az út kezdetére, folytatására s bevégzésére, az útba eső jelesebb helyek, nevezetességek s a szent helyek leírásával a magyar zarándokok kedveért. Pest, 1857
- Az ó- és újszövetségi szentirás, a Vulgata szerint, figyelemmel az eredeti szövegre, Díszkiadás 230 külön képpel és díszrajzokkal. Pest, 1869 (Kiadta Riedl Szendével)
- A tudomány szabadságáról; Egyetemi Ny., Buda, 1872
- A moral viszonya a valláshoz. Rectori beszéd. Pest, 1874
- Az én hitvallásom. Bpest, 1875
- Arab nyelvtan, olvasókönyv és szótár, tekintettel a főbb sémi nyelvágakra és az élő nyelvre. Bpest, 1877
- Mohammad élete és tana. Bpest, 1878 Online
- Az erkölcs, a vallás és a polgári házasság; Magyar Ny., Budapest, 1894
- Ötven év előtt. 1848-iki márczius 15-től Világosig; Országos Központi Községi Ny., Budapest, 1898
- A jogos socialismus; Gross, Budapest, 1898

### Folyóiratokban és hírlapokban
Költeménye jelent meg a pesti kegyesrendiek gimnáziumában a költészetet tanulók Zsengemutatványaiban (Pest, 1847). Cikkei a Religióban (1857. I. Tudósítások az ausztriai zarándokokról, II. Jeruzsalem, 1858. Szent föld, 1859. I. Beitdsalla, 1861. Tábor hegyén, A bold. szűz Máriának sírja a Jozafat-völgyben), a Népnevelők Közlönyében (1857. A kath. néptanító és a vallás szelleme), a Magyar Sionban (1863-65. Négy év a szentföldön, tanulmány és tapasztalás után, 14 közlemény, 1864. Magyar keresztesek 1217-1218, 1866. Pécsváradi Gábor, szent Ferencz-rendi szerzetesnek utazása a szentföldön 1514ben), az Egyházi Lapokban (1867. Az izraeliták utolsó napjai Egyptomban, Az Úr Jézus születési barlangja Bethlehemben, Püspökválasztás a kereszténység első századaiban, 1868. Hogyan értelmezendő az egyháznak, a szent írás isteni eredetéről szóló dogmája. 1869. Jákob jövendölése), a Kath. Néplapban (1869. A sionhegyi apáczák árvaháza Jeruzsálemben), a Havi Szemlében (1869. Az ős evangelium, 1878-79, A mesék ős hazája, 1880. A zsidók Palesztinában, Afrikából), egyházpolitikai czikkek a Honban (1873-75.) és a Neues Pester Journalban (1873-74.), a Magyar Tanügyben (II. 1873. A lelkészek képzése Poroszországban), a Magyarország és a Nagyvilágban (1875. Keleti képek), a Petőfi Társaság Lapjában (1877. Zohairnak, az Abi-Szolme fiának Moallakat, kaszidetje, arabból prózában ford., irodalomtörténeti bevezetéssel, 1878. Adós és hitelező, kalmár és vevő az arab beduin költészetben, prózában ford.), az Otthonban (1875. A Messiás országa), az Életképekben (1876. Oktatás a Kaduri könyvéből a jogtudományról, fordítás arabból, A királyok kincstára, ford. arabból), az Egyetemes Philol. Közlönyben (1877. A pún szöveg Plautus Poenulusában, 1886. A zsoltárkönyv), a Koszorúban (1879. Az iszlam és a civilisatió, Jésus az iszlam szerint, 1880. Nők az iszlamban, 1881-82, Názáretbe és Lorettóba, Mekkába, A moszlim szentek, 1883. A szentsír templomában), a Keresztény Magvetőben (1881-től), a lőcsei Albumban (1882. Beitdsálától Hebronig), az Új Községi Közlönyben (1883. Közigazgatás ázsiai Törökországban), a Magyar Salonban (II. 1884-85. Rómából, IV. 1890-91. Négy év a szentföldön), az Ország-Világban (1885. Budavár ostrománál), a Hétben (1891. A nagy hét Jeruzsálemben), az Érsekujvár és Vidékében és egyéb vidéki lapokban (Bethlehemben).
Szerkesztette Budapesten az Egyházi Lapok c. havi füzeteket 1867. máj.–1868. jan. (Bodnár Zsigmonddal együtt), a Szabad Egyház c. politikai napilapot 1869. júl. 15-től 1872. jún. 29-ig (Prileszky Tádéval) és ennek folytatását a Szabad Sajtót 1872. júl. 2-tól dec. 31-ig gróf Csáky Gyulával és 1873. jan. 1-től márc. 29-ig, mikor megszűnt, Rózsaági Antallal, a Katholikus Reform című egyházi és tanügyi hetilapot szerkesztette, s kiadta 1873. ápr. 6-tól júl. 30-ig.